# 최린 (고려)
최린(崔璘, ? ~ 1256년)은 고려 후기의 문신으로, 본관은 철원(鐵原)이다. 최당(崔讜)의 손자이다.

## 생애
젊었을 때는 세행(細行)을 지키지 않고 호협자(豪俠子)들과 함께 도박과 술로 놀았으나, 30살 전후의 나이에 비로소 분발하여 독서를 하고, 1212년(강종 원년) 지공거(知貢擧) 최홍윤(崔洪胤), 동지공거(同知貢擧) 금의(琴儀)가 주관한 문과에서 급제했다.
1233년(고종 20) 사간(司諫)으로서 표문(表文)을 받들고 금에 사신으로 갔으나, 몽골에 의해 길이 막혔으므로 되돌아왔다.
1237년(고종 24) 원율(原栗) 사람인 이연년(李延年)이 백제도원수(百濟都元帥)라 자칭하고서 적당을 산중으로 불러 모은 다음 여러 고을을 노략질했다. 이 때 최린은 나주부사(羅州副使)로 있었는데, 전라도지휘사(全羅道指揮使) 김경손(金慶孫)과 함께 이들을 격파한 공으로 우부승선(右副承宣)으로 뛰어올랐다.
1240년(고종 27) 우승선(右承宣)으로서 문과의 동지공거를 맡아, 장천기(張天驥) 등 18명에게 급제를 주었고, 같은 해 추밀원부사(樞密院副使)로 승진해 재추의 반열에 든 듯하다.
이듬해 왕의 조카인 영녕공(永寧公) 왕준(王綧)을 왕자라 속이고 몽골에 뚤루게(禿魯花)로 보낼 때, 장군(將軍) 김보정(金寶鼎), 좌사간(左司諫) 김겸(金謙)과 함께 동행했고, 1243년(고종 30) 역시 비서소감(秘書少監) 김지대(金之岱)와 함께 몽골에 가서 방물(方物)을 바쳤다.
1246년(고종 33) 문과의 지공거를 맡아 양저(梁貯) 등 31명에게 급제를 주었으며, 이후 여러 차례 승진해 참지정사(叅知政事)가 되었다.
1253년(고종 40) 재추(宰樞)들이 안경공(安慶公) 왕창(王淐)을 몽골로 보내 회군을 빌자고 청했으나, 왕이 이를 받아들이지 않았다.
이에 최린이 홀로 왕에게 이렇게 아뢰었다.
| “ | 자식을 사랑하는 마음은 귀천이 없이 모두 다 같습니다. 그러나 불행하게도 자식과 사별한 사람도 있는데 전하께서는 어찌 아들 하나를 아끼십니까? 지금 백성들 가운데 남아 있는 자는 열에 겨우 두셋입니다. 만약 몽골이 물러가지 않으면 백성들은 삼농(三農)의 때를 잃고 모두 적에게 투항하게 될 것이니, 비록 강화경(江華京) 하나를 지킨다 한들 어떻게 나라라 할 수 있겠습니까? | ” |

이에 왕이 마지못해 허락하자, 재추들은 복야(僕射) 김보정에게 안경공을 따르게 하려 했으나, 왕이 최린으로 이를 대신했다.
그런데 이듬해 7월, 황려현(黃驪縣) 사람 민칭(閔偁)이 몽골 황제에게 영녕공은 왕의 친자가 아니라고 일러바치는 일이 있었는데, 이에 황제가 영녕공을 추궁하자 영녕공은 이렇게 대답했다.
| “ | 신(臣)은 어려서 궁중에서 양육되었기에 왕을 아버지로 삼고, 왕후를 어머니로 삼았기에 진짜 아들이 아닌지 몰랐습니다. 이번에 사신으로 온 최린은 사실, 전일에 저를 인질로 데리고 온 사람이니, 최린에게 여러가지로 묻기를 청합니다. | ” |

황제가 이번에는 최린에게 묻자, 최린은 이렇게 대답했다.
| “ | 왕준은 왕의 '애자(愛子)'이지 친자는 아닙니다. 전에 올린 표문이 있으니 조사하여 보면 알 것입니다. | ” |

황제가 둘의 차이를 묻자, 최린은 이렇게 대답했다.
| “ | 애자란 남의 아들을 길러서 자기 아들로 삼은 것입니다. 만약 자기 소생이라면 어찌 달리 애자라고 했겠습니까? | ” |

황제가 과거에 올렸던 고려의 표문을 조사해 보니 모두 '애자'라 씌어 있었으므로, 결국 이 일은 불문에 붙였다.
같은 해 10월, 자랄타이(車羅大)의 둔소(屯所)로 찾아가 파병(罷兵)을 청했는데, 그 도중 문하시랑평장사(門下侍郞平章事)로 승진했다.
1255년(고종 42) 역시 몽골에 가서 방물을 바치며 파병을 청했으며, 이듬해 졸하자 문경(文景)이라는 시호를 받았다.

## 가족 관계
※출처를 표시하지 않은 부분은 『고려사』가 출처이다.
- 증조 - 최유청(崔惟淸, 1093년 ~ 1174년) : 검교태위(檢校太尉)·수사공(守司空)·중서시랑평장사(中書侍郞平章事)·집현전태학사(集賢殿太學士)·판예부사(判禮部事), 문숙공(文淑公)
  - 조부 - 최당(崔讜, 1130년 ~ 1211년) : 수태위(守太尉)·문하시랑동평장사(門下侍郞同平章事), 정안공(靖安公)
    - 아버지 - 최신윤(崔臣胤) : 이부상서(吏部尙書)
    - 어머니 - 미상
      - 형 - 최부(崔溥)[6]
      - 동생 - 최징(崔澄, ? ~ 1268년)[6] : 추밀원부사(樞密院副使)
      - 동생 - 최황(崔湟)[6] : 상서(尙書)
      - 부인 - 위위경(衛尉卿) 민휘(閔暉)의 장녀[6]
        - 사위 - 민황(閔滉)[7] : 호부시랑(戶部侍郞)